# Clifton (Harrogate)
Clifton – osada w Anglii, w North Yorkshire. Clifton jest wspomniana w Domesday Book (1086) jako Cliftun.